# 추억의 아리조나
《추억의 아리조나》(In Old Arizona)는 미국에서 제작된 어빙 커밍스, 라울 월쉬 감독의 1929년 서부 영화이다. 워너 박스터 등이 주연으로 출연하였다.

## 출연

### 주연
- 워너 박스터
- 에드먼드 로우

### 조연
- 도로시 버제스
- J. 파렐 맥도널드
- 조 브라운
- 존 웹 딜런
- 제임스 브래드버리 주니어
- 프레드 워렌
- 톰 산취